# Edward Thomas Noonan
Edward Thomas Noonan, född 23 oktober 1861 i Macomb i Illinois, död 19 december 1923 i Chicago i Illinois, var en amerikansk politiker (demokrat). Han var ledamot av USA:s representanthus 1899–1901.
Noonan efterträdde 1899 George E. White som kongressledamot och efterträddes 1901 av William F. Mahoney.
Noonan är begravd på St. Paul's Catholic Cemetery i Macomb i Illinois.